# العلاقات الآيسلندية الإريترية
العلاقات الآيسلندية الإريترية هي العلاقات الثنائية التي تجمع بين آيسلندا وإريتريا.

## مقارنة بين البلدين
هذه مقارنة عامة ومرجعية للدولتين:
| وجه المقارنة                                              | آيسلندا          | إريتريا                                      |
| --------------------------------------------------------- | ---------------- | -------------------------------------------- |
| المساحة (كم2)                                             | 103.00 ألف       | 117.60 ألف                                   |
| عدد السكان (نسمة)                                         | 317.35 ألف       | 6.33 مليون                                   |
| الكثافة السكانية (ن./كم²)                                 | 3.08             | 53.83                                        |
| العاصمة                                                   | ريكيافيك         | أسمرة                                        |
| اللغة الرسمية                                             | اللغة الآيسلندية | اللغة التغرينية، اللغة العربية، لغة إنجليزية |
| العملة                                                    | كرونة آيسلندية   | ناكفا                                        |
| الناتج المحلي الإجمالي (بليون دولار)                      | 23.91 مليار      | 2.61 مليار                                   |
| الناتج المحلي الإجمالي (تعادل القوة الشرائية) بليون دولار | 15.79 مليار      |                                              |
| الناتج المحلي الإجمالي الاسمي للفرد دولار أمريكي          | 50.17 ألف        |                                              |
| الناتج المحلي الإجمالي للفرد دولار أمريكي                 | 46.55 ألف        |                                              |
| مؤشر التنمية البشرية                                      | 0.899            | 0.391                                        |
| رمز المكالمات الدولي                                      | +354             | +291                                         |
| رمز الإنترنت                                              | .is              | .er                                          |
| المنطقة الزمنية                                           | 00، أوروبا/لندن ‏ | ت ع م+03:00                                  |

## منظمات دولية مشتركة
يشترك البلدان في عضوية مجموعة من المنظمات الدولية، منها:
| علم المنظمة | اسم المنظمة                        | تاريخ انضمام آيسلندا | تاريخ انضمام إريتريا |
| ----------- | ---------------------------------- | -------------------- | -------------------- |
|             | مؤسسة التمويل الدولية              | 20 يوليو 1956        | 11 أكتوبر 1995       |
|             | منظمة حظر الأسلحة الكيميائية       | ?                    | ?                    |
|             | يونسكو                             | 8 يونيو 1964         | 2 سبتمبر 1993        |
|             | الاتحاد الدولي للاتصالات           | 1 أكتوبر 1906        | 6 أغسطس 1993         |
|             | الأمم المتحدة                      | 19 نوفمبر 1946       | 28 مايو 1993         |
|             | منظمة الشرطة الجنائية الدولية      | ?                    | ?                    |
|             | البنك الدولي للإنشاء والتعمير      | 27 ديسمبر 1945       | 6 يوليو 1994         |
|             | الاتحاد البريدي العالمي            | ?                    | ?                    |
|             | مؤسسة التنمية الدولية              | 19 مايو 1961         | 6 يوليو 1994         |
|             | وكالة ضمان الاستثمار متعدد الأطراف | 25 سبتمبر 1998       | 10 سبتمبر 1996       |

## وصلات خارجية
- موقع وزارة الخارجية الآيسلندية